# Otto Grolimund
Otto Grolimund je bivši švicarski hokejaš na travi. 
Na hokejaškom turniru na Olimpijskim igrama 1948. u Londonu je igrao za Švicarsku. Švicarska je dijelila 5. – 13. mjesto. 

## Vanjske poveznice
- Profil na Sports Reference.com  Arhivirana inačica izvorne stranice od 31. siječnja 2012. (Wayback Machine)